# Buchenberg (Lünen)
Der Buchenberg ist die einzige natürliche Erhebung südwestlich der Innenstadt von Lünen. Er ist eine von zwei Einzelerhebungen der Gegend. Die absolute Höhe beträgt 71 m über N.N., der Berg ragt somit 17 Meter über die Innenstadt auf der Höhe von ca. 54 m über N.N. 
Der Buchenberg ist eine kleine  Mergelkuppe, die den Rest eines Höhenzuges markiert. Der Buchenberg und die Beckinghausener Bodenwelle sind die westliche Fortsetzung des Höhenkeils Bergkamen-Oberaden. Sie zeigen die einstmalige Verbindung zur Brechtener Platte auf.

## Geschichte
Die Anhöhe war eine Richtstätte mit Galgen; 1512 wurden zwei Männer gehenkt, darunter ein Dortmunder, woraus ein Konflikt zwischen Lünen und der Stadt Dortmund entstand. Die Dortmunder waren so erbost, dass sie den Galgen mitsamt dem daran Erhängten fällten. Die Verbrennung eines weiteren Mannes wird überliefert, der Leute durch Geisterbannung betrogen habe.
1543/44 eskalierte ein Streit um die Landwehr zwischen Lünen und Dortmund. Die Lüner beharrten auf ihrem seit 1336/40 bestehenden Anspruch, als Lünen vom Nord- auf das Südufer der Lippe verlegt wurde. Die Dortmunder hielten dagegen, dass die Landwehr auf ihrem Terrain errichtet wurde. Schlussendlich wurde zugunsten Lünens entschieden, und die Landwehr blieb trotz immer wiederkehrender Zwistigkeiten erhalten. Heute gibt es die Landwehr nicht mehr. Die Lage des Richtplatzes ist nicht mehr bestimmbar. 
In späterer Zeit wurde der Buchenberg nicht mehr erwähnt. Welche Rolle er in den folgenden Jahrhunderten spielte, bleibt unklar. Im 20. Jahrhundert bestand eine Einrichtung der Bochumer Gesellschaft Harpener Bergbau AG, wovon sichtbare Spuren nicht erhalten sind. 
Auf der Südseite des Buchenbergs liegt eine steile Abbruchkante. Früher befand sich dort die Ziegelei Flume, welche Böden des Buchenberges zum Brennen der Ziegel mitverwandte. Neben Wohnhäusern und Industrieansiedlungen ist der Datteln-Hamm Kanal nebst Stadt-Hafen sichtbar. 
Der Berg ist von der Ostseite von mehreren Gräben durchzogen. Bis zum (Flach-)Plateau geht es ziemlich bergan. Von der Westseite (vom Welschenkamp) her ist der Buchenberg als solcher gar nicht mehr auszumachen, da die Rampe der Dortmunder Straße den Berg bedeckt hält. Von der Kupferstraße im Norden aus fällt es schwer, den Berg zu erkennen. Hier befindet sich eine kleine Siedlung in Nachbarschaft der Kupferhütte.